# Kurt Wise
Kurt Patrick Wise (1º agosto 1959) è un paleontologo e geologo statunitense.

## Biografia
Wise ha conseguito un B.A. Geologia presso l'Università di Chicago e un M.A. in Geologia presso la Harvard University. Nel 1989 ha conseguito un dottorato di ricerca in Geologia presso la Harvard University. Ad Harvard Wise è stato discepolo di Stephen Jay Gould. Wise è un creazionista della terra giovane: sostiene, sulla base di un'interpretazione letterale delle Scritture, che la Terra non abbia più di seimila anni. Robert Schadewald considera Wise lo scienziato che esercita la maggiore influenza sul "creazionismo moderno come è praticato ai suoi livelli più alti." Il biologo e scrittore Richard Dawkins lo ha definito "il più qualificato e più intelligente scienziato creazionista".
Wise ha insegnato presso il Bryan College e presso il Southern Baptist Theological Seminary. È stato uno dei membri fondatori della Creation Biology Society e della Creation Geology Society. Ha contribuito al contenuto scientifico del Creation Museum a Petersburg, Kentucky. Wise è attualmente direttore del Creation Research Center e professore di storia naturale presso la Truett McConnell University a Cleveland, Georgia.

## Opinioni e critiche
Wise crede, sulla base di una lettura letterale della Bibbia, "che la terra è giovane e l'universo è giovane, vorrei suggerire che si tratta di meno di diecimila anni di età." Ritiene che la scienza possa essere utilizzata per sostenere e dimostrare queste affermazioni. Pur sostenendo che la scienza dimostri la sua posizione, Wise ha scritto che:
Queste sue affermazioni gli hanno procurato molte critiche da parte del mondo accademico. Il biologo Richard Dawkins ha definito Wise "un creazionista veramente onesto", perché sarebbe disposto ad accettare il creazionismo, anche se, per sua stessa ammissione, "tutte le prove dell'universo" lo contraddicessero. Dawkins, riferendosi alla testimonianza di Wise, ha criticato quello che ha percepito come disonestà intellettuale:

## Libri
- Kurt Wise, Faith, Form, and Time: What the Bible Teaches and Science Confirms About Creation and the Age of the Universe, B&H Publishing Group, 2002, ISBN 0-8054-2462-8.
- Kurt Wise e Sheila A. Richardson, Something from Nothing: Understanding What You Believe About Creation and Why, B&H Publishing Group, 2004, ISBN 0-8054-2779-1.